# Vibbo
vibbo era un marketplace digital multiplataforma español a través del cual particulares y profesionales podían buscar y anunciar artículos y servicios en distintas categorías, desde pequeños objetos, hasta vehículos e inmuebles. Era propiedad de Schibsted Spain, compañía que forma parte del grupo internacional de medios de origen noruego Schibsted Media Group.
La marca vibbo fue lanzada en noviembre de 2015 para renombrar al marketplace generalista de anuncios clasificados segundamano.es, que contaba con 37 años en el mercado de la compra y venta de artículos de segunda mano en España.

## Operaciones
vibbo era un marketplace digital multiplataforma a través del cual usuarios particulares y profesionales podían buscar y anunciar artículos y servicios en distintas categorías. Opera a través de la página web vibbo.com y de sus aplicaciones para teléfonos inteligentes, bajo los sistemas operativos Android y iOS. En los últimos años, el 63% de las visitas de vibbo provienen de dispositivos móviles.
El marketplace contaba con 2,5 millones de anuncios clasificados activos, distribuidos en 77 categorías distintas como hogar, electrónica, ocio y deportes, moda y complementos, artículos para niños y bebés, motor e inmobiliaria.
Vibbo perteneció a Schibsted Spain (Schibsted Classified Media Spain SL), compañía que forma parte del grupo internacional de medios de origen noruego Schibsted Media Group. Además de vibbo, Schibsted Spain gestiona el marketplace generalista Milanuncios.com, y otros marketplaces en diferentes sectores como InfoJobs (empleo), Fotocasa (inmobiliaria) y Coches.net (motor).

## Historia
Vibbo fue lanzado en noviembre de 2015 como sucesor del portal generalista de anuncios clasificados segundamano.es.
Segundamano había nacido en 1978 como un periódico impreso de anuncios clasificados, de distribución mensual. La publicación evolucionó hasta transformarse en 2008 un medio que funcionaba exclusivamente a través de la web. Posteriormente, se convierte en un marketplace digital multiplataforma, con el lanzamiento de la versión móvil de la web y sus apps para dispositivos Android y iOS, en 2009. Durante sus 37 años de trayectoria, segundamano fue una de las principales marcas españolas en el mercado de anuncios clasificados y en Internet.
En noviembre de 2015 el marketplace fue relanzado bajo el nombre vibbo, con un concepto de marca y de negocio renovados, en respuesta a nuevas necesidades de la sociedad y especialmente a las necesidades de consumo.
La plataforma se inspiraba en un cambio de valores sociales que responde a formas de consumo más responsables, donde lo material pasa a un segundo plano frente a las experiencias que permiten vivir los objetos. Se enmarca dentro de lo en la economía colaborativa se conoce como mercados de redistribución, siendo un punto de encuentro entre la oferta y la demanda de artículos que aprovecha las nuevas tecnologías. De hecho la idea original de marketplace de Vibbo se ha extendido en otros países.
A finales de 2020 Vibbo desapareció y se integró en Milanuncios, plataforma de venta de la misma empresa.